# Campeonato Paraguayo de Fútbol 1942
El Campeonato Paraguayo de Fútbol de 1942 fue la trigésima segunda edición del principal torneo de fútbol de Paraguay.
El campeón del torneo fue el Club Nacional  quienes obtuvieron su quinto campeonato en la primera categoría.

## Desarrollo
|  | Finalistas. |

| Pos. | País                  | Partidos | Partidos | Partidos  | Partidos | Puntos |
| Pos. | País                  | Jugados  | Ganados  | Empatados | Perdidos | Puntos |
| ---- | --------------------- | -------- | -------- | --------- | -------- | ------ |
| 1    | Club Nacional         | 18       | 12       | 2         | 4        | 26     |
| 1    | Club Cerro Porteño    | 18       | 12       | 2         | 4        | 26     |
| 3    | Club Guaraní          | 18       | 11       | 3         | 4        | 25     |
| 4    | Club Olimpia          | 18       | 9        | 5         | 4        | 23     |
| 5    | Club Libertad         | 18       | 8        | 3         | 7        | 19     |
| 6    | Club Sol de América   | 18       | 5        | 7         | 6        | 17     |
| 7    | Atlántida Sports Club | 18       | 5        | 3         | 10       | 13     |
| 8    | Club Presidente Hayes | 18       | 4        | 4         | 10       | 12     |
| 9    | Sportivo Luqueño      | 18       | 5        | 2         | 11       | 12     |
| 10   | Club River Plate      | 18       | 3        | 2         | 13       | 8      |

### Final
| 1942 | Club Nacional | 1 - 0 | Club Cerro Porteño |  |  |

| Bandera de Paraguay   |
| Campeón Club Nacional |
| Quinto título         |